# 米绍格
米绍格（法語：Michaugues，法語發音：[miʃoɡ]）是法国涅夫勒省的一个旧市镇，属于克拉姆西区。2016年，米绍格与市镇博略、栋皮埃尔叙埃里合并为新的博略。

## 地理
米绍格（47°16'7"N, 3°31'14"E）面积4.48 平方千米，位于法国勃艮第-弗朗什-孔泰大區涅夫勒省，该省份为法国中部省份，北至约讷省，西北接卢瓦雷省，西接谢尔省，南至阿列省，东南接索恩-卢瓦尔省，东临科多尔省。
与米绍格接壤的市镇（或旧市镇、城区）包括：伯夫龙河畔布里农、博略、栋皮埃尔叙埃里、莫拉什、讷伊。
米绍格的时区为UTC+01:00、UTC+02:00（夏令时）。

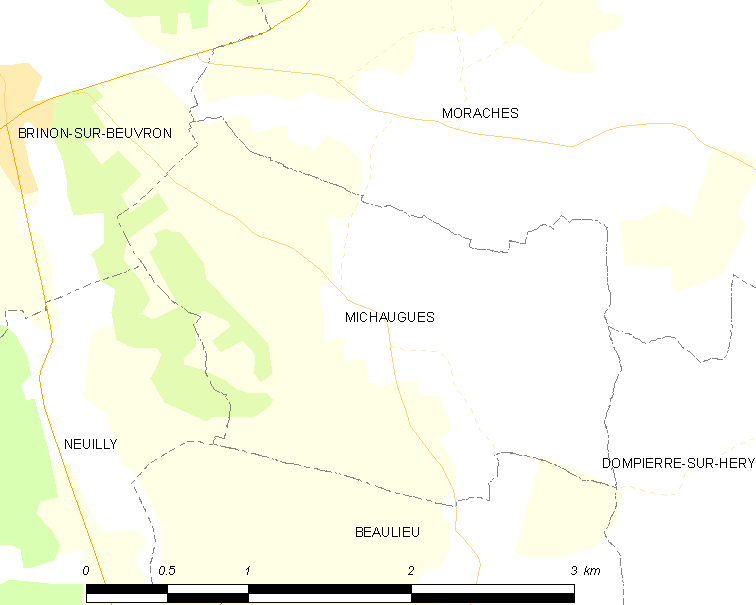
米绍格的OSM定位图

## 行政
米绍格的邮政编码为58420，INSEE市镇编码为58167。

## 政治
米绍格所属的省级选区为科尔比尼县。

## 人口

1962-2008年间米绍格人口变化图示

米绍格于2018年1月1日时的人口数量为49人。